# Адало-ефіопська війна
Адало-ефіопська війна (амх. የኢትዮጵያና አዳል ጦርነት) — військовий конфлікт між Ефіопською імперією та султанатом Адал у 1529–1543 роках.

## Передумови
Іслам потрапив на територію Сомалійського півострова ще у VII столітті. На початку 800-их років Аль-Якубі відзначав, що більша частина мусульманського населення півострова проживала на його північному узбережжі. Він також відзначав, що столицею султанату Адал є місто Зейла, засноване у IX чи X столітті. Султанатом керували місцеві династії, що представляли арабів і сомалійців. Історія Адалу безперервно пов'язана з війнами проти Ефіопії.
У 1529–1559 роках сомалійський військовий лідер Ахмед ібн Ібрагім аль-Газі розгромив ефіопів і захопив практично всю територію Абісинії. Тим не менше, ефіопам удалось залучити на свій бік португальців під командуванням Кріштована да Гами й завдячуючи цьому зберегти незалежність. Та війна сильно витончила ресурси й війська, що призвело до зменшення територій й відсталості у розвитку від інших держав на багато століть. Багато хто з істориків вважає, що адало-ефііопська війна стала причиною початку ворожнечі між Сомалі та Ефіопією. Адало-ефіопська війна показала переваги вогнепальної зброї (мушкетів із ґнітовим замком, гармат і аркебуз) над традиційною зброєю.

## Перебіг війни
1529 року війська султанату Адал під командуванням імама Ахмеда розгромили ефіопські війська у битві при Шимбра Куре. Перемога багато вартувала сомалійським військам, але тим не менше підняла їх бойовий дух і надихнула для подальших бойових дій.
1531 року війська Адалу здобули багато перемог. У битві при Антукії сомалійці здобули швидку перемогу, оскільки ефіопські війська, лишень почувши вогонь гармат, запанікували й утекли. У битві при Амба Селі сомалійці не лише розгромили ефіопів, які у жаху тікали, але й захопили регалії імператора. Завдяки перемозі у тій битві війська Адалу змогли вторгнутись до районів Ефіопського нагір'я, де вони грабували населення та спалили значну кількість церков (у тому числі й собор Атронса Мар'ям, де було поховано рештки кількох імператорів Ефіопія). Країну було цілковито розграбовано сомалійцями, які почали пригнічувати амхарців і тиграїв.
1540 року помер Девіт II, а його син — спадкоємець престолу був узятий в полон військами Ахмеда. Імператриця перебувала в облозі у своїй столиці, ефіопські війська не були спроможними зняти облогу. 1542 року під час битви при Вофлі Кріштован да Гама був узятий в полон, а згодом — убитий. 1543 ефіопські партизани спільно з португальським флотом розгромили війська султанату. Того ж року у битві при Вайна Дага був убитий командувач військами султанату Адал імам Ахмед. Його смерть і поразка у битві при Вайна Дага спричинили розпад армії султанату та змусили сомалійців залишити Ефіопію.